# داميان ناش
داميان ناش (بالإنجليزية: Damien Nash)‏ (14 أبريل 1982 في الولايات المتحدة - 24 فبراير 2007 في الولايات المتحدة) هو لاعب كرة قدم أمريكية ولاعب كرة قدم أمريكي في مركز راكض للخلف ‏. لعب مع تينيسي تايتانز ودنفر برونكوز.

## وصلات خارجية
- داميان ناش على موقع مرجع كرة القدم المحترفة.كوم (الإنجليزية)